# Luís VII de Baviera
Luís VII da Baviera, cognominado o Barbudo (em alemão Ludwig VII. von Bayern, der Bärtige; c. 1368 — Burghausen, 1 de maio de 1447) foi duque de Baviera-Ingolstadt de 1413 até 1443. Era filho de Estêvão III e Tadeia Visconti.

## Biografia
Como irmão de Isabel da Baviera-Ingolstadt, esposa de Carlos VI de França, passou vários anos na França. Quando sucedeu seu pai em 1413 ordenou construir o Castelo Novo de Ingolstadt, que foi fortemente influenciada pelo gótico francês.

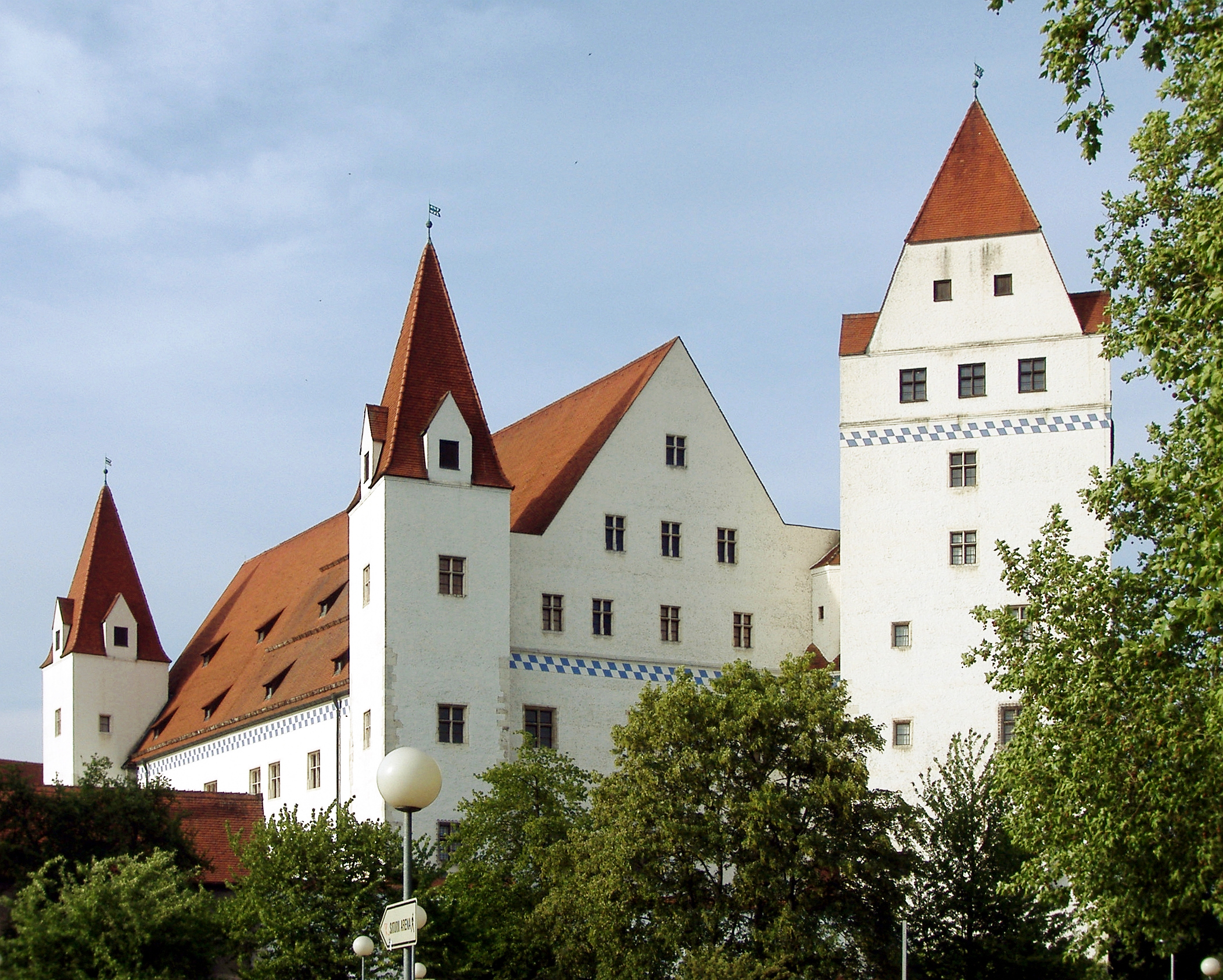
Novo Castelo de Ingolstadt.

Em 1408 Luís, Guilherme II, Duque da Baviera-Straubing e João sem Medo, Duque da Borgonha derrotaram os cidadãos de Liège que se revoltaram contra o irmão do duque bávaro, João da Baviera, bispo de Liège, no campo de Othée. Muito temperamental, não estava em conflito apenas com seu ex-aliado João sem Medo, mas também lutou várias vezes contra seu primo Henrique XVI, duque da Baviera-Landshut que havia unido os seus inimigos na Sociedade do Periquito em 1414 e na Liga dos Constança em 1415.
A morte de João da Baviera em 1425 provocou um novo conflito entre Luís e seus primos Henrique, Ernesto I e Guilherme III, ambos duques da Baviera-Munique.
Finalmente, Luís foi preso em 1443 por seu próprio filho, Luís VIII, que tinha se aliado com Henrique XVI. Morreu em 1447 como prisioneiro de Henrique. Uma vez que Luís VIII já tinha morrido dois anos antes, o ducado de Baviera-Ingolstadt passou para Henrique.

## Casamentos e descendência
Luís VII, casou duas vezes. A sua primeira mulher foi Ana de Bourbon-La Marche, filha de João I, conde de La Marche, com quem casou em 1 de outubro de 1402. Era a viúva de João de Berry, Conde de Montpensier e morreu 1408. Deste casamento nasceram dois filhos:
- Luís VIII (Ludwig) (1403-1445), que sucedeu ao pai como duque da Baviera-Ingolstadt;
- João (Johann) (1404), morto na infância.

Em 1413, casou-se pela segunda vez com Catarina de Alençon, filha de Pedro II de Alençon e Maria Chamaillart, Viscondessa de Beaumont-au-Maine, de quem teve dois filhos:
- João (Johann) (1415);
- menina (sem nome).

Luís VII teve várias amantes e uma grande descendência ilegítima.